# Minnesplats

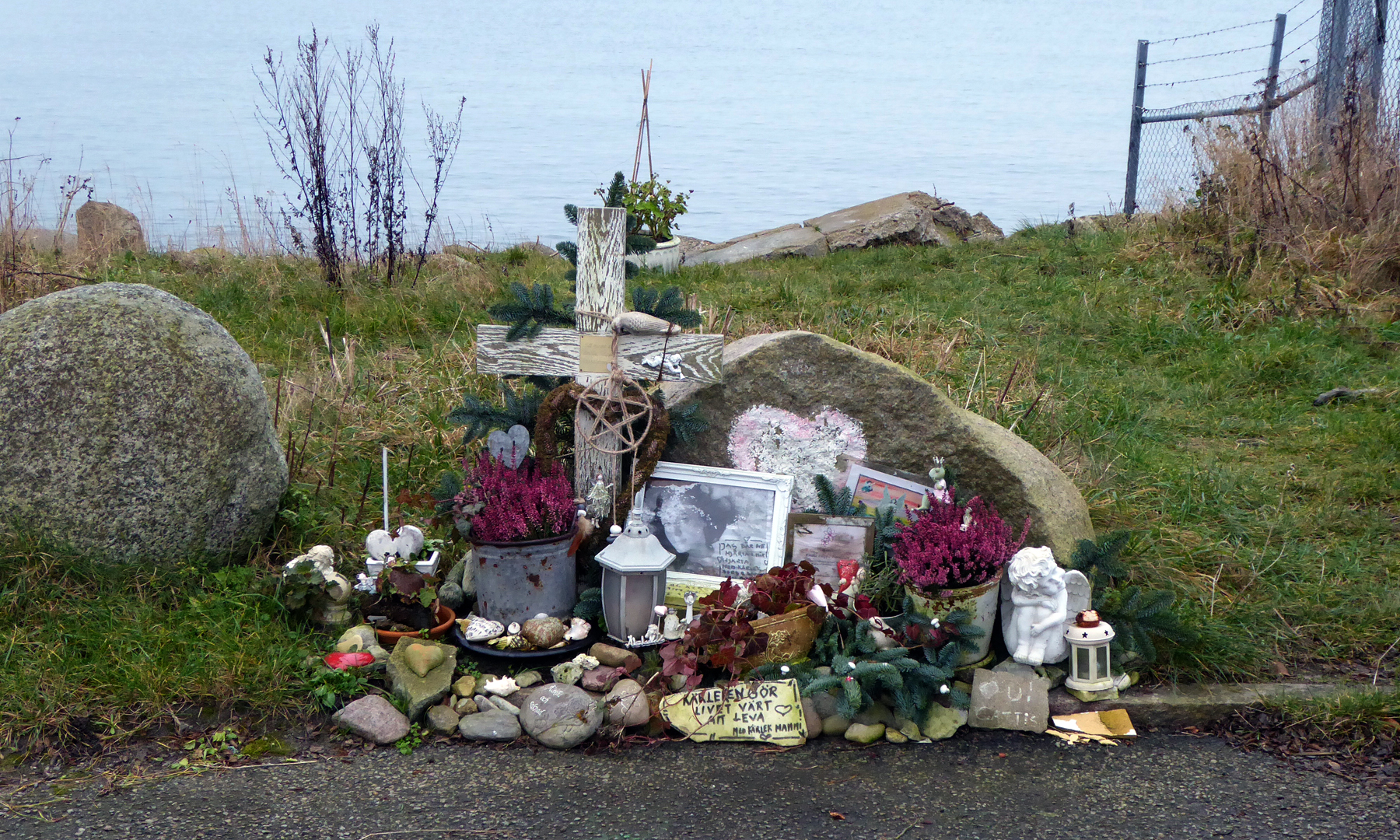
En minnesplats för en ung flicka som hittades vid "Världens ände" i Ystad 2013. Platsen besöks och vårdas fortfarande 2023.

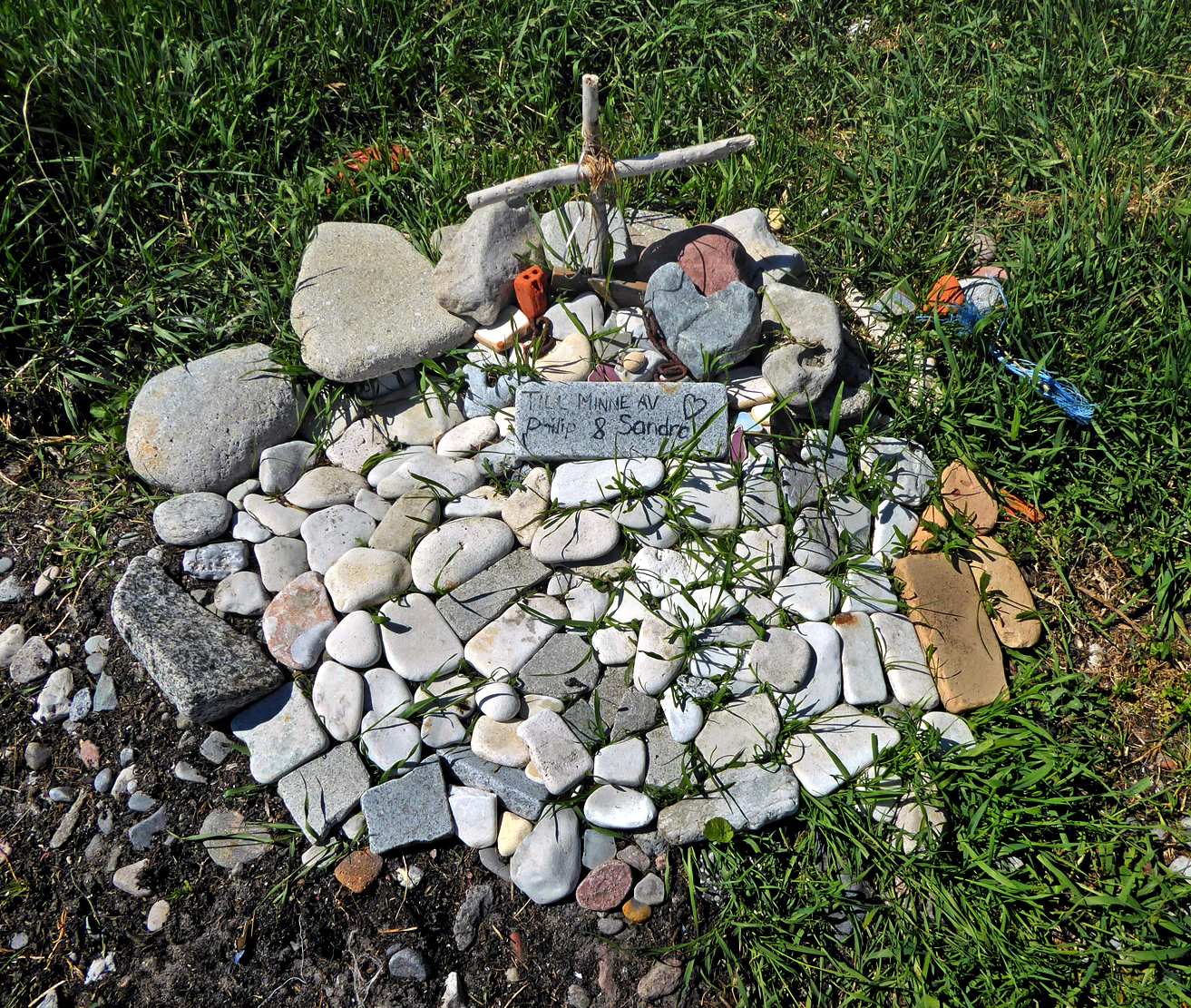
En minnesplats vid "Världens ände" i Ystad 2018.

En minnesplats är en plats där en händelse inträffat som lett till en människas död. Händelsen kan vara ett brott eller en olycka som direkt eller indirekt lett till en eller flera människors död. Det förekommer även att minnesplatser upprättas efter djurs död.
Platsen, den exakta eller i dess omedelbara närhet, utmärks genom att anhöriga, vänner och allmänhet visar sin sorg och respekt för den döde,  och smyckar platsen med blommor, ljus, kors, hjärtan, bilder, kort med texter, sten med mera. Är det fråga om ett barn eller en ung människa, läggs det ofta dit kramdjur.
Det finns inte några lagar eller föreskrifter för en minnesplats utformning eller varaktighet. I sin enklaste form kan det vara ett tänt ljus och en blomma, som städas bort efter kort tid. Den största minnesplats som skapats i Sverige är den efter attentatet i Stockholm 2017, den fick för framkomlighetens skull tas bort efter bara några dagar.